# Francisco de Melo
Don Francisco de Melo, (anche menzionato in spagnolo come Francisco de Braganza Melo e in italiano desueto come Francesco di Mello) marchese di Terceira e Tor de Laguna, e conte di Assumar (Estremoz, 1597 – Madrid, 18 settembre 1651), è stato un politico, diplomatico e militare spagnolo.

## Biografia
Dal 1632 al 1636 fu ambasciatore spagnolo a Genova, nel 1638 divenne viceré della Sicilia e due anni dopo tornò all'incarico di ambasciatore, questa volta a Vienna.
Dal 1641 al 1644 ricoprì la carica ad interim di governatore dei Paesi Bassi spagnoli.
Francisco de Melo è ricordato principalmente per la sua storica sconfitta, risalente al 1643, nella battaglia di Rocroi, in cui condusse l'esercito spagnolo contro i francesi, uno degli scontri decisivi della Guerra dei Trent'anni. Successivamente la sconfitta sarà considerata come l'inizio del declino dell'impero Spagnolo. La vittoria di Don Francisco nella battaglia di Honnecourt, di un anno precedente, non avendo avuto particolari conseguenze storiche, è, invece, molto meno conosciuta.